# Kaffe (Schiffsteil)

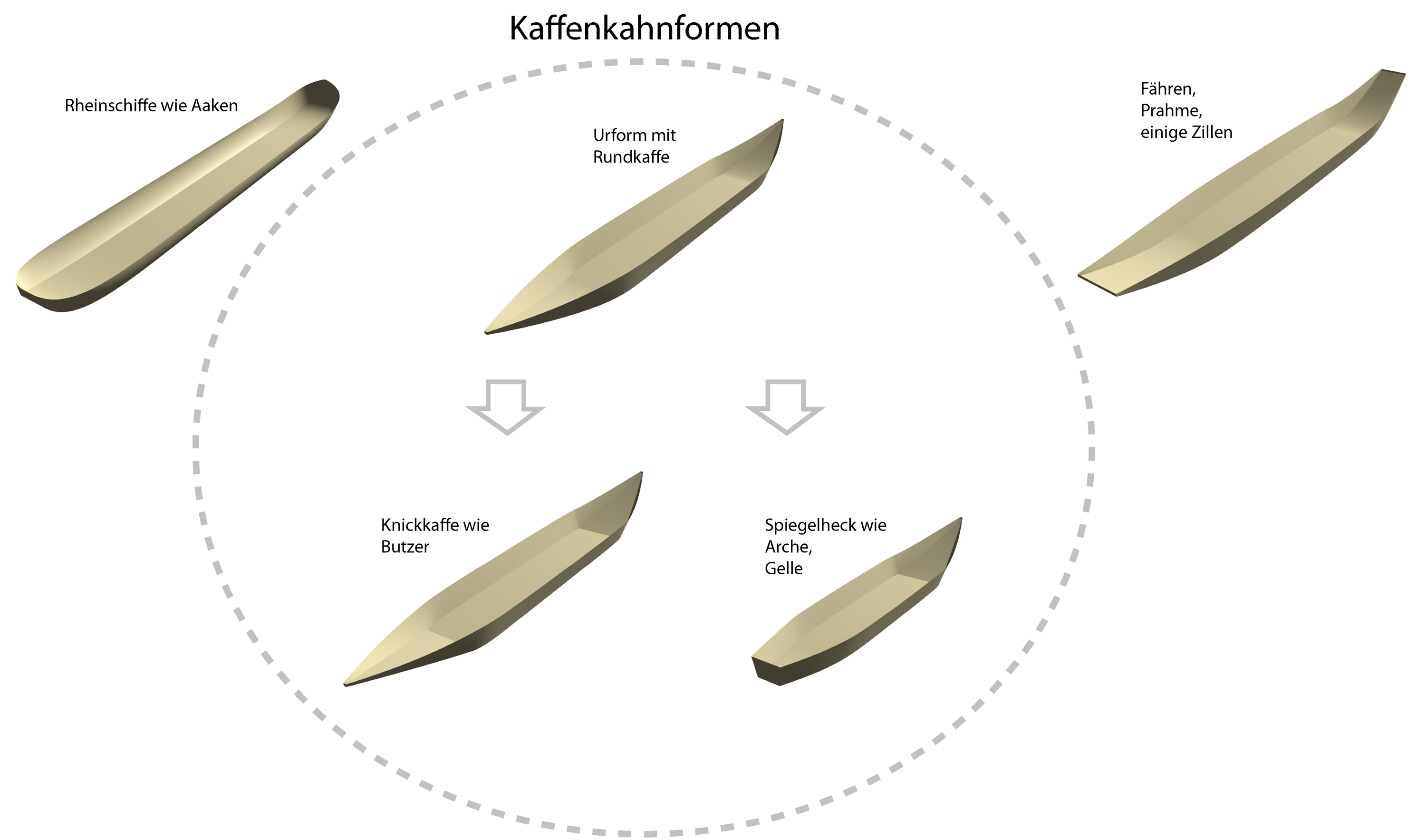
Übersicht über die Grundformen der Kaffenkähne

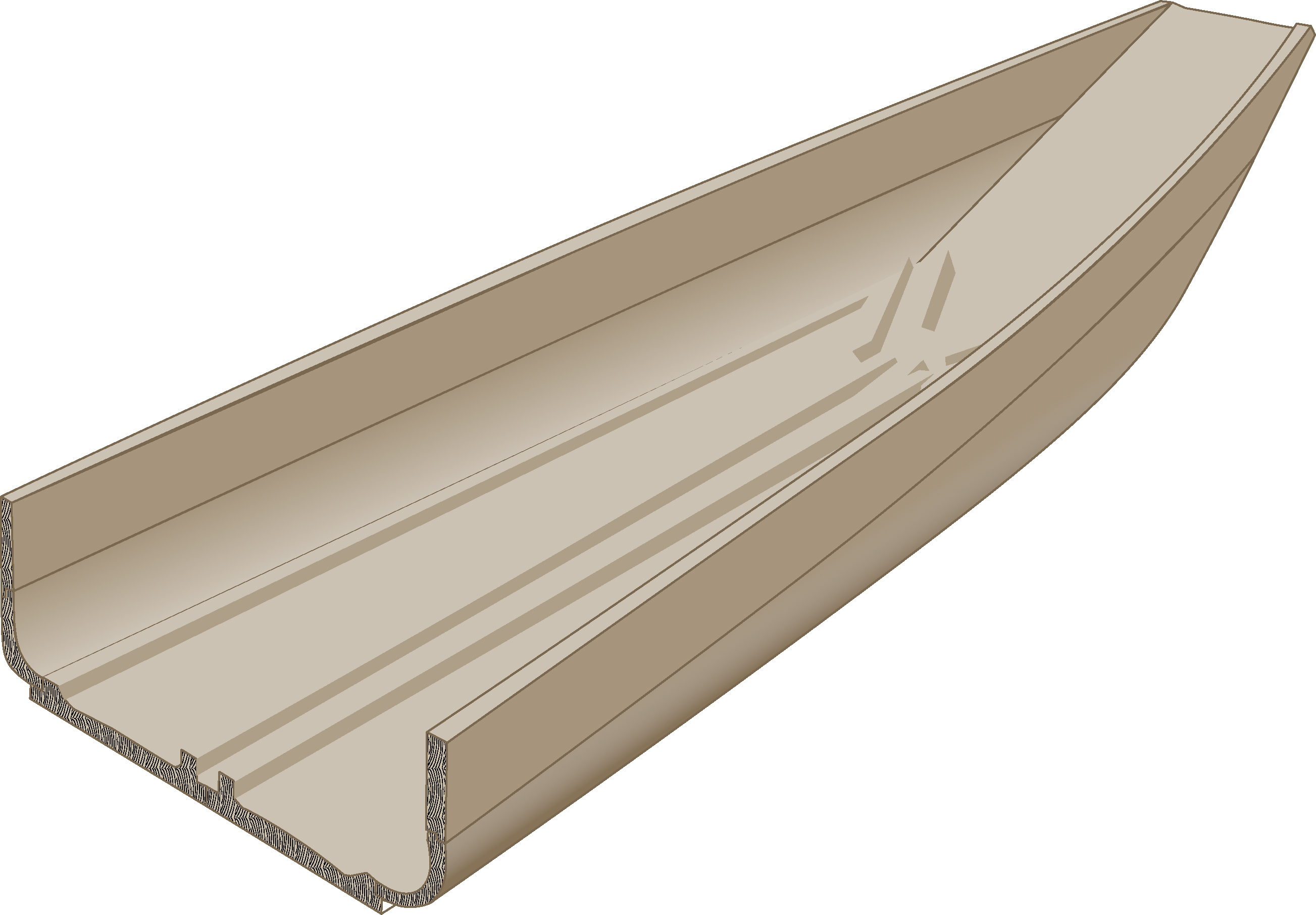
Darstellung der Bugkaffe eines in Dover gefundenen Bootswracks aus der Bronzezeit, 1500 v. Ch.

Kaffe ist im traditionellen Binnenschiffbau (Kahnbau) die Bezeichnung für eine Bauform des Rumpfendes. Diese Bauform ist seit dem Ende des Mittelalters im norddeutschen Raum bekannt. Der etymologische Ursprung ist ungeklärt. Die so gebauten Fahrzeuge werden als Kaffenkahn bezeichnet. Andere Bezeichnungen und Schreibweisen in historischen Texten sind Kappstück, Schaarstück oder Schalspitze. Mit der Einführung der Schleppschifffahrt und des Maschinenantriebs ist die Kaffe weitgehend der Bauform mit Steven gewichen. Nur bei kleineren Ruder- und Arbeitsfahrzeugen ist sie noch anzutreffen.

## Bauform
Die so bezeichnete Bauform ist durch ein technologisch wie geometrisch simples Prinzip gekennzeichnet. Dabei werden der flache Kahnboden und die daran winklig angesetzten Bordwände zum Rumpfende hin in dreieckiger Form zusammengeführt. Dies erfolgt durch das Aufbiegen oder Anschrägen des Bodens und das Zusammenbiegen der Seitenwände. Im Extremfall ergibt dies ein spitzes Rumpfende.
Dieses Prinzip wird nachweislich seit mindestens 3500 Jahren verwendet und war auch im asiatischen Kulturbereich bei Dschunken und Sampans anzutreffen.